# Jahnstadion (Hamm)
Das Jahnstadion ist ein Fußball- und Leichtathletikstadion im westfälischen Hamm.

## Lage und Ausstattung
Das Hammer Jahnstadion liegt südlich des Datteln-Hamm-Kanals im Osten des Stadtbezirks Hamm-Mitte im Sportzentrum Ost. Etwas weiter östlich vom Stadion liegen die EVORA-Arena der Hammer SpVg, südlich das Sport- und Erlebnisbad Maximare. Das Jahnstadion hat heute eine Zuschauerkapazität von 4.800 Plätzen, davon 1.800 überdachte Sitzplätze auf der Haupttribüne. Das Spielfeld mit Naturrasen ist von einer Laufbahn mit sechs Rund- und acht Sprintbahnen umgeben. Der Namensgeber des Stadions ist Friedrich Ludwig Jahn.

## Geschichte
Das Jahnstadion wurde in den Jahren 1929 und 1930 auf dem Gelände des Großen Exerzierplatz von 40 Arbeitern in 8.107 Tagewerken als Turn- und Spielplatz errichtet. Es wurde im Jahre 1930 eröffnet. Erstes Großereignis war das Kreisturnfest am 2. und 3. August 1930 mit 3.000 Teilnehmern und insgesamt 20.000 Zuschauern. Ein weiteres Großereignis in der Leichtathletik war der Auftritt einer schwedischen Auswahl im August 1949. Drei Jahre später erhielt das Jahnstadion eine Stahlrohrtribüne, die 1976 durch eine Betonkonstruktion ersetzt wurde. 1976 erhielt das Jahnstadion auch eine Kunststoffbahn. Am 11. September 1976 wurde die neue Tribüne mit einer Sport- und Musikshow eröffnet.
Im Jahnstadion ist der Leichtathletikverein SC Eintracht Hamm beheimat, im Fußball hatte das Jahnstadion nie einen Heimatverein.
Der VfL Altenbögge aus dem benachbarten Bönen im Kreis Unna nutzte das Hammer Jahnstadion in den 1940er Jahren mehrfach als Ausweichspielstätte bei Spielen mit großem Publikumsandrang. In der Saison 1942/43 sollen 20.000 Zuschauer das Heimspiel des VfL gegen den FC Schalke 04 in der seinerzeit erstklassigen Gauliga Westfalen gesehen haben. Als offizieller Zuschauerrekord gelten die 18.000 Besucher, die am 26. Februar das Regionalligaspiel Hammer SpVg gegen Arminia Bielefeld sahen. Die Fußballer des SC Eintracht Hamm trugen von 1981 bis 1987 ihre Heimspiele in der seinerzeit drittklassigen Oberliga Westfalen im Jahnstadion aus.
Aufgrund der zentralen Lage setzte der Fußball- und Leichtathletik-Verband Westfalen zahlreiche Entscheidungsspiele im Hammer Jahnstadion an. 1963 sahen 18.000 Zuschauer das Endspiel um die Westfalenmeisterschaft. Der Lüner SV besiegte dabei den VfB 03 Bielefeld mit 3:1. Sechs Jahre später trafen im Endspiel um die Westfalenmeisterschaft die DJK Gütersloh und die SG Wattenscheid 09 aufeinander. Gütersloh gewann das Spiel mit 3:1 Tore. Am 3. Juni 2006 besiegte der TSV 1860 München im Endspiel um die deutsche B-Jugendmeisterschaft Borussia Dortmund vor 2.000 Zuschauern mit 2:0.
Ab Oktober 2022 wurden die Laufbahn erneuert und das Stadion für den Sportbetrieb  gesperrt, aufgrund eines Weltkriegs-Blindgängers verzögerten sich die Sanierungsmaßnahmen erheblich. Die 500-Kilogramm-Weltkriegs-Bombe konnte erst am 26. September 2023 entschärft werden. Im Sommer 2024 sollen die Sanierungsmaßnahmen an der Laufbahn nun endgültig abgeschlossen werden.